# Saint James (Jamaica)
Saint James é uma paróquia da Jamaica localizada no condado de Cornwall, sua capital é a cidade de Montego Bay.	